# آن دورثي تانديروب
آن دورثي تانديروب (بالدنماركية: Anne Dorthe Tanderup)‏ مواليد 24 أبريل 1972 في آرهوس، هي لاعبة كرة يد دانمركية سابقة لعبت كظهير. مثلت منتخب الدنمارك لكرة اليد للسيدات في 88 مباراة. شاركت في دورة الألعاب الأولمبية الصيفية سنة 1996.

## الميداليات
| الميدالية | المسابقة                            |
| --------- | ----------------------------------- |
| ذهبية     | الألعاب الأولمبية الصيفية 1996      |
| فضية      | بطولة العالم لكرة اليد للسيدات 1993 |
| برونزية   | بطولة العالم لكرة اليد للسيدات 1995 |
| ذهبية     | بطولة العالم لكرة اليد للسيدات 1997 |
| ذهبية     | بطولة أوروبا لكرة اليد للسيدات 1994 |
| ذهبية     | بطولة أوروبا لكرة اليد للسيدات 1996 |

## وصلات خارجية
- آن دورثي تانديروب على موقع الاتحاد الأوروبي لكرة اليد (الإنجليزية)
- آن دورثي تانديروب على موقع أوليمبيديا (الإنجليزية)